# L.A. Guns (musikalbum)
L.A. Guns är ett självbetitlat album som släpptes 1988. Låtarna "One More Reason", "Electric Gypsy" och "Sex Action" släpptes som singlar och hela albumet såld guld (500.000).
Trummis på albumet är Nicky "Beat" Alexander men han ersattes precis innan det skulle ges ut av W.A.S.P.s, Steve Riley.
Albumet innehåller två covers. "Hollywood Tease", vars original framfördes av Phil Lewis tidigare band Girl, samt "Shoot For Thrills" som är från basisten, Kelly Nickels tidigare band Sweet Pain.

## Låtlista
1. "No Mercy" - 2:46
2. "Sex Action" - 3:41
3. "One More Reason" - 3:07
4. "Electric Gypsy" - 3:25
5. "Nothing to Lose" - 4:14
6. "Bitch Is Back" - 2:52
7. "Cry No More" - 1:18
8. "One Way Ticket" - 4:20
9. "Hollywood Tease" - 2:52
10. "Shoot for Thrills" - 4:29
11. "Down in the City" - 3:55

## Medverkande
- Phil Lewis - sång
- Tracii Guns - gitarr
- Mick Cripps - gitarr
- Kelly Nickels - bas
- Nicky "Beat" Alexander - trummor